# Cal Josep d'en Ribas
Cal Josep d'en Ribas és una masia del Prat de Llobregat (Baix Llobregat) inclosa a l'Inventari del Patrimoni Arquitectònic de Catalunya.

## Descripció
Masia de dos cossos adossats seguint els esquemes 1.I i 2.I de Danés i Torras. Les dues parts són de planta baixa i pis, amb golfes en una d'elles. Posteriorment va perdre la funció de masia i constitueix una casa-habitatge per als vigilants del dipòsit municipal de vehicles de l'Ajuntament de Barcelona.

## Història
La família Ribas apareix documentada al Prat d'ençà el segle xvi.